# Ozora, Ungern
Ozora är en ort i Ungern.   Den ligger i provinsen Tolna, i den västra delen av landet, 100 km sydväst om huvudstaden Budapest. Ozora ligger 107 meter över havet och antalet invånare är 1 742.